# Tunji Beier
Tunji Beier (* 1970 in Papua-Neuguinea) ist ein australischer Perkussionist.
Beier verbrachte die ersten Lebensjahre in Nigeria und lernte dort in frühester Kindheit die Perkussionstradition der Yoruba kennen. Im Alter von fünf Jahren kehrte er nach Papua-Neuguinea zurück, und drei Jahre später zog er nach Australien. Ab 1980 studierte er in Nigeria die traditionelle Perkussion der Yoruba. 1986 gründete er in Sydney mit zwei weiteren Perkussionisten aus Nigeria und Australien ein multikulturelles Perkussionstrio. Es besteht heute aus ihm, dem Nigerianer Rabiu Ayandokun und dem in Indonesien ausgebildeten Australier Ron Reeves. Ihr Album Okuta Percussion erschien 1992.
Von 1986 bis 1989 studierte Beier am Karnataka College of Percussion in Bangalore und erhielt das Staatsexamen als Meister-Trommler. Seither arbeitete er bei Konzerten und CD-Aufnahmen mit Musikern wie Charlie Mariano, Billy Cobham, Iain Ballamy, Ashley Slater, T. A. S. Mani, R. A. Ramamani, Trilok Gurtu, Zakir Hussain, Volker Jaekel, Satsuki Odamura, Linsey Pollak, Markus Stockhausen, der Schäl Sick Brass Band, der Gruppe Deishovida, der Romaband Xenos, den 17 Hippies und Stepanida Borisova zusammen.